# Queen Elizabeth (Schiff, 2010)
Die Queen Elizabeth ist ein Kreuzfahrtschiff der Carnival Corporation & plc. Der Konzern betreibt das Schiff unter seiner Kreuzfahrtmarke Cunard Line, mit der an die Tradition der ehemaligen britischen Reederei gleichen Namens angeknüpft wird. Das Schiff wurde im Jahr 2007 bei der italienischen Werft Fincantieri in Auftrag gegeben und 2010 abgeliefert.

## Bau und Indienststellung
Die Kiellegung des Schiffes erfolgte am 2. Juli 2009 in der Fincantieri-Werft in Monfalcone. und die Ablieferung im Oktober 2010. Die Schiffstaufe erfolgte am 11. Oktober 2010 durch Königin Elisabeth II. in Southampton und einen Tag später, am 12. Oktober 2010, begann die Jungfernfahrt, die das Schiff zu den Kanarischen Inseln und nach Madeira führte.

## Schiffsbeschreibung
Das Schiff weist auf zwölf Decks eine Kapazität von 2058 Passagieren und eine Vermessung von 90.901 BRZ auf.
Die Cunard-typische Farbgebung, der schwarze Rumpf mit dem roten Schornstein, soll an die berühmten früheren Liner Queen Elizabeth und Queen Elizabeth 2 erinnern. Im Gegensatz zu diesen und zu der Queen Mary 2 trägt sie jedoch weder eine fortlaufende Nummer noch den prestigeträchtigen Namenszusatz R.M.S. für Royal Mail Ship. Während das Design der 2004 in Dienst gestellten Queen Mary 2 noch ansatzweise Bezug auf das Vorgängerschiff Queen Elizabeth 2 nimmt, hat das übrige äußere Erscheinungsbild der Queen Elizabeth mit den klassischen Passagierschiffen keinerlei Ähnlichkeiten mehr. So sind unter anderem die Aufbauten sehr viel höher und steiler und das Vorschiff sehr kurz. Nach Aussage der Reederei sei dies „ein Kompromiss zwischen Exklusivität und Wirtschaftlichkeit, in Zeiten finanzieller Einschränkungen wäre die alte Bauweise zu teuer gewesen“. Die Basis teilt sich das Schiff weitestgehend mit der Queen Victoria, Eurodam, Nieuw Amsterdam sowie Costa Luminosa und Costa Deliziosa.

## Werftzeit bei Blohm + Voss
Im Mai 2014 lag das Schiff im Trockendock bei Blohm + Voss und wurde für rund 30 Millionen Euro generalüberholt. Neben diversen Reparaturen und Klassearbeiten wurden Abgasscrubber installiert. Außerdem wurden neue Kabinen eingebaut und neue Teppiche verlegt.

## Reisen
Zwischen Mai und August besucht die Queen Elizabeth prinzipiell Norwegen, Häfen in der Ostsee und im Ärmelkanal sowie Großbritannien und Irland. Abfahrtshafen ist Southampton. Im Herbst befährt das Schiff das westliche und östliche Mittelmeer ab Piräus, Civitavecchia und Venedig, wobei die Neujahrskreuzfahrt im Mittelmeer ab Southampton startet. Von Januar bis April werden Gebiete außerhalb Europas befahren. Dabei geht es in Richtung Karibik, Panamakanal und Südsee.

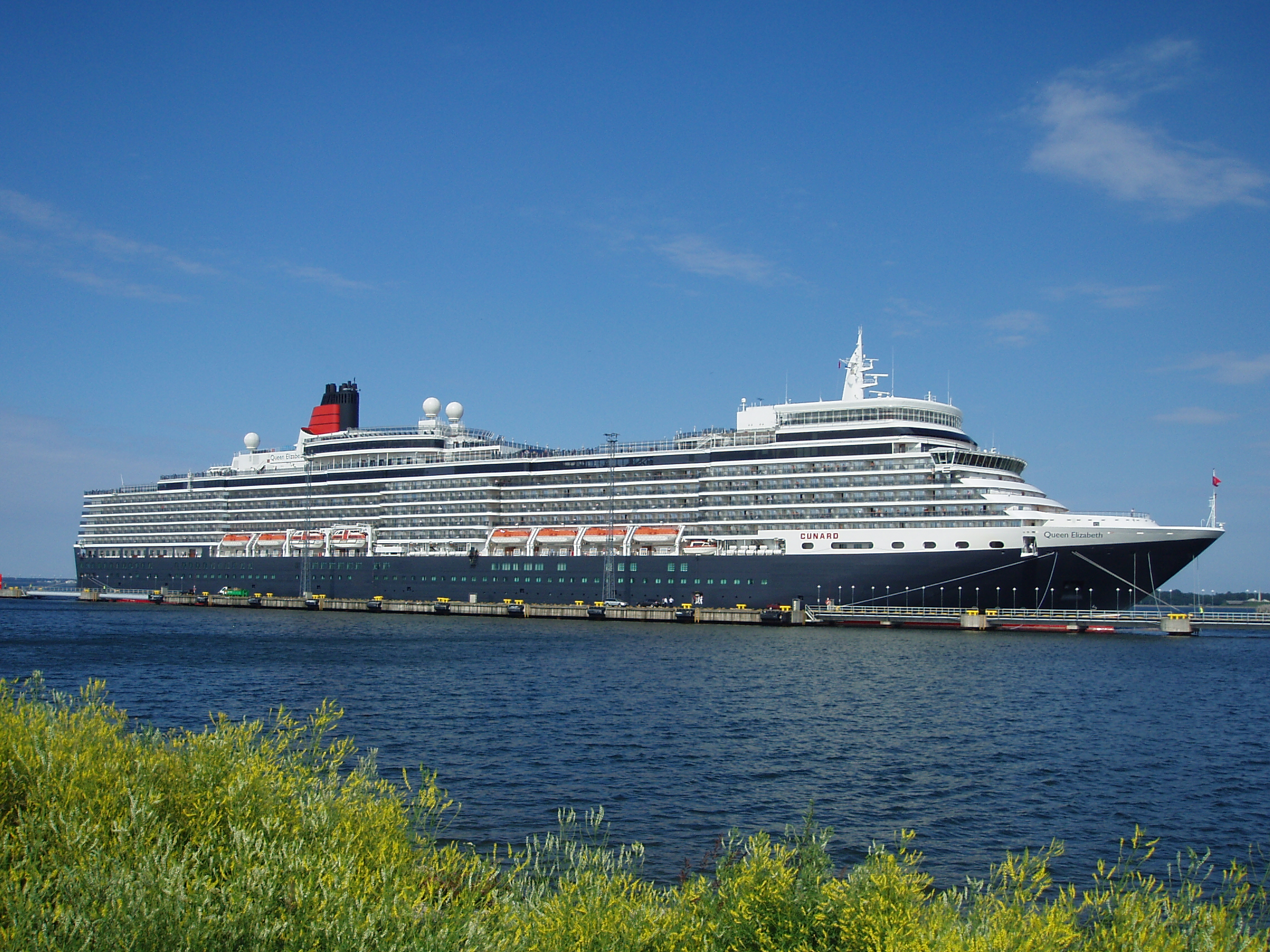
Queen Elizabeth in Tallinn (2011)
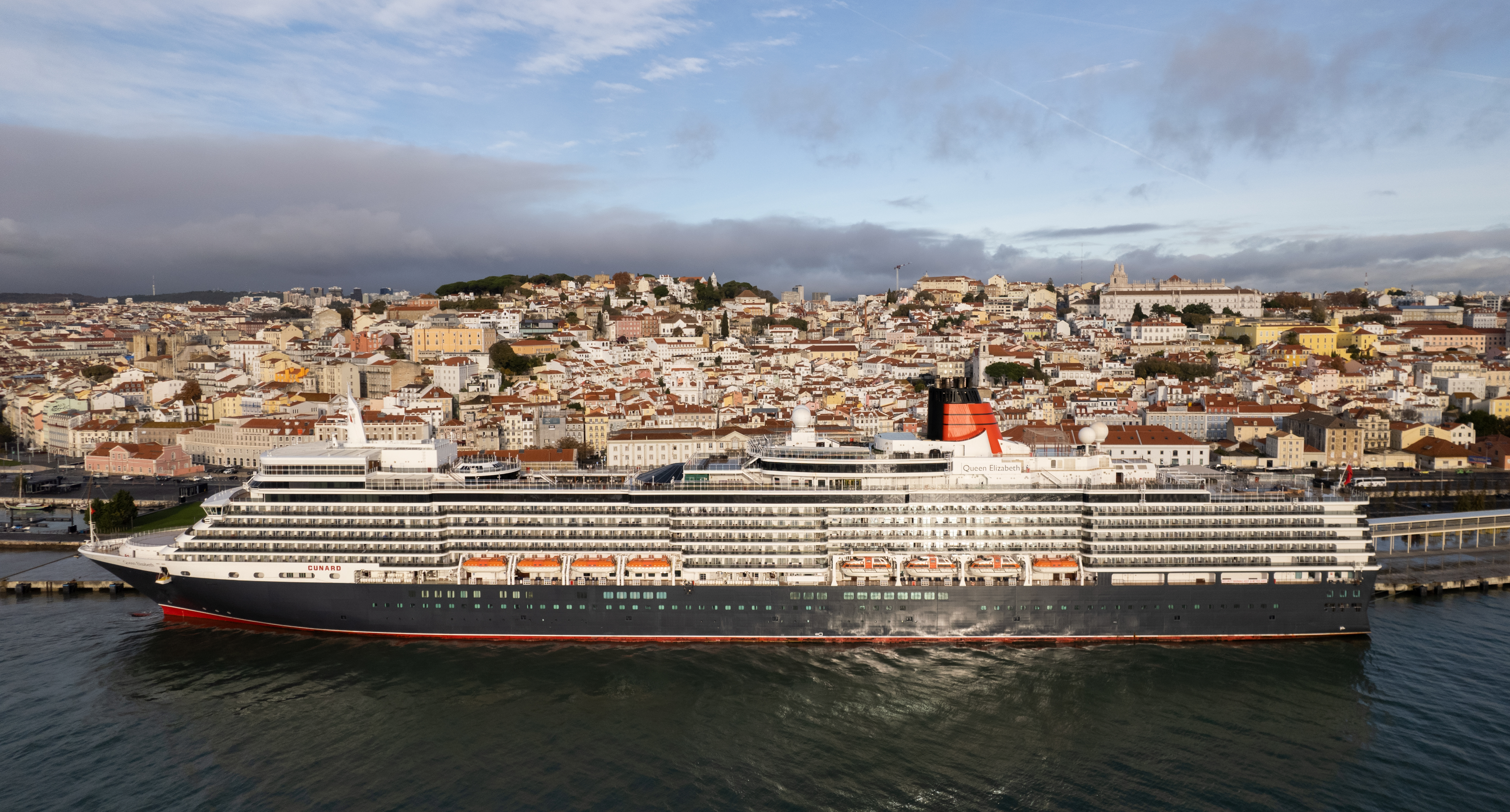
Queen Elizabeth in Lissabon (2021)
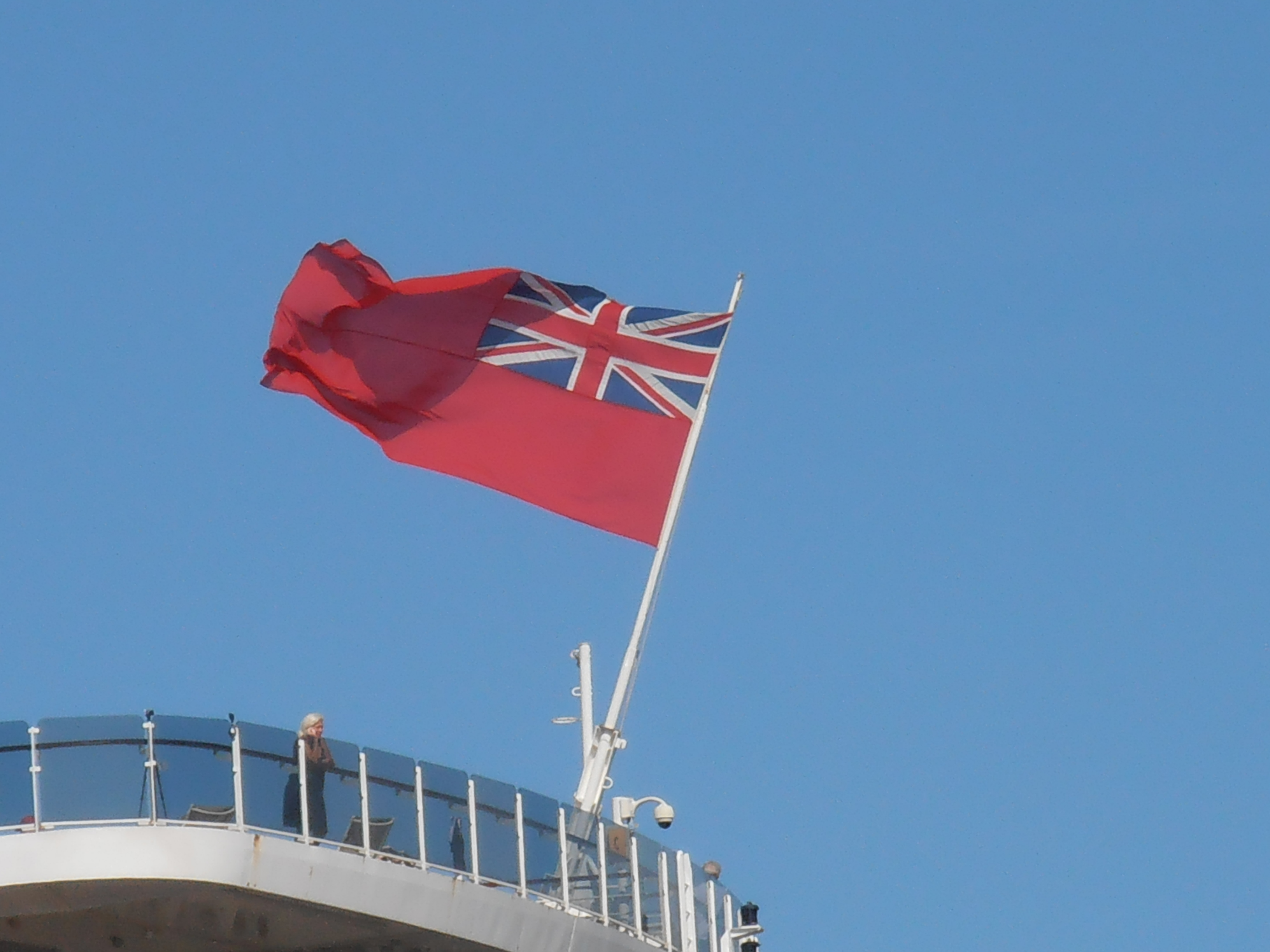
Flagge der Queen Elizabeth (2012)
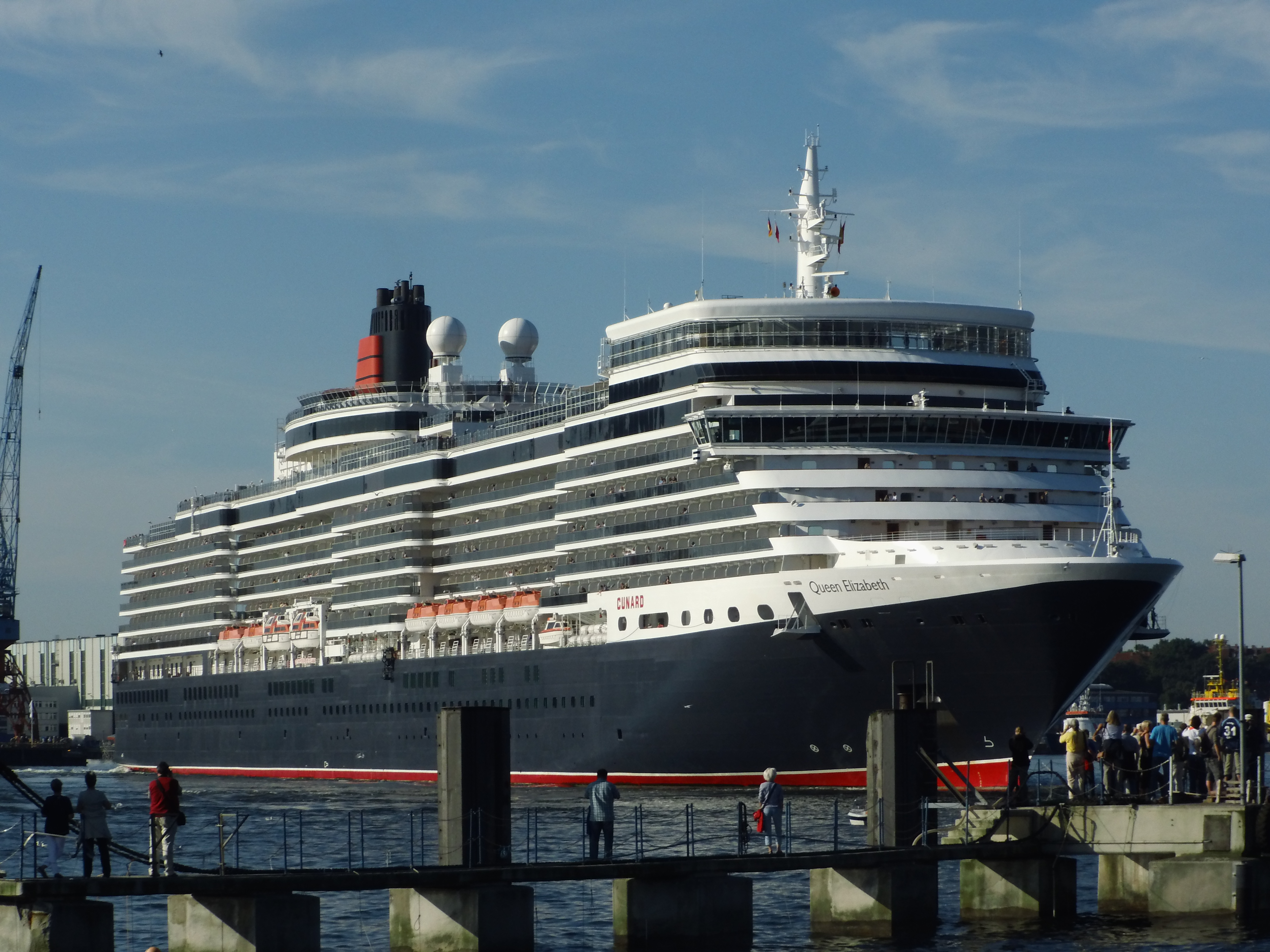
Queen Elizabeth wendet am 24. Juli 2012 auf der Innenförde in Kiel
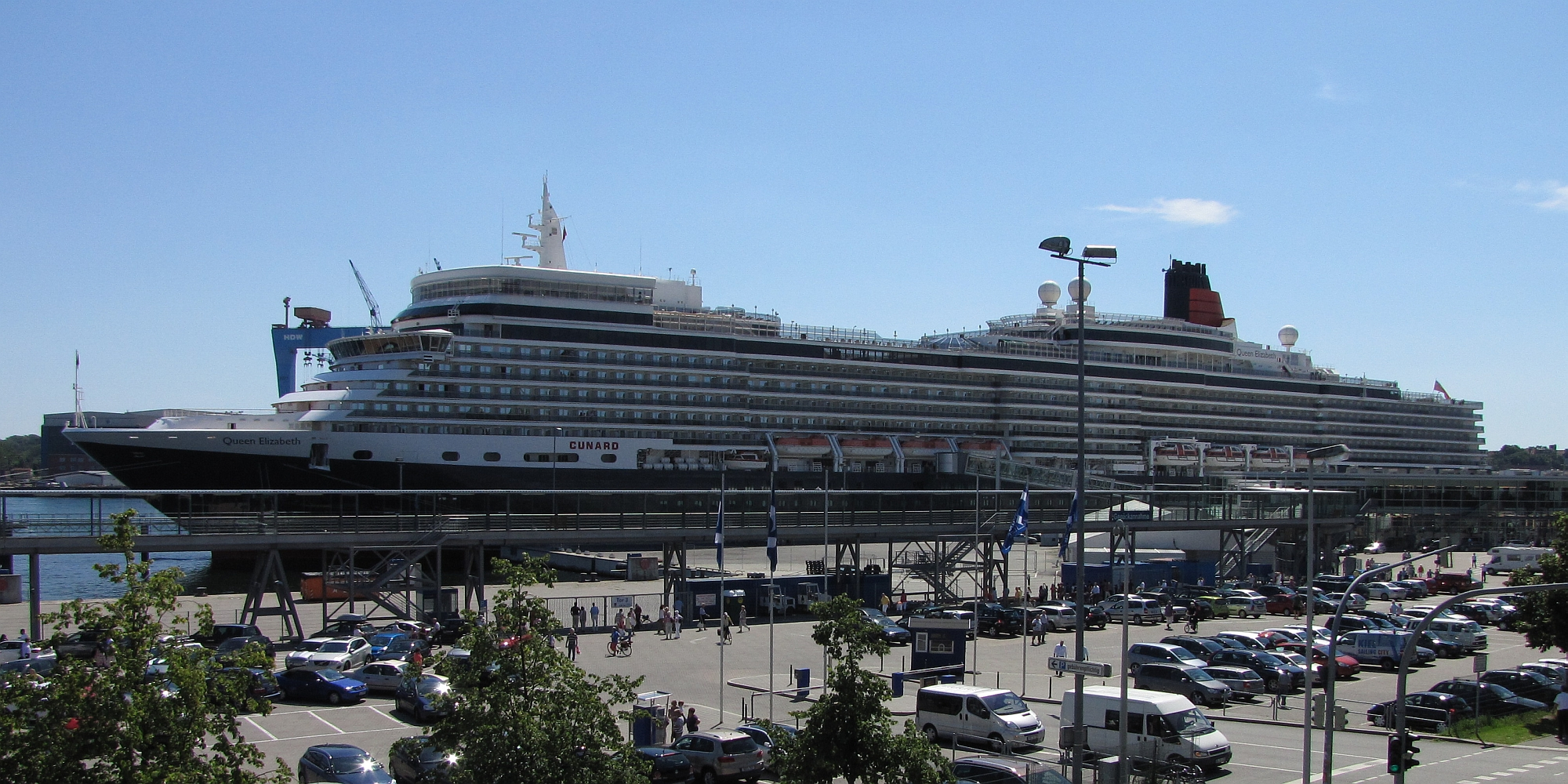
Die Queen Elizabeth 2012 am Ostseekai in Kiel
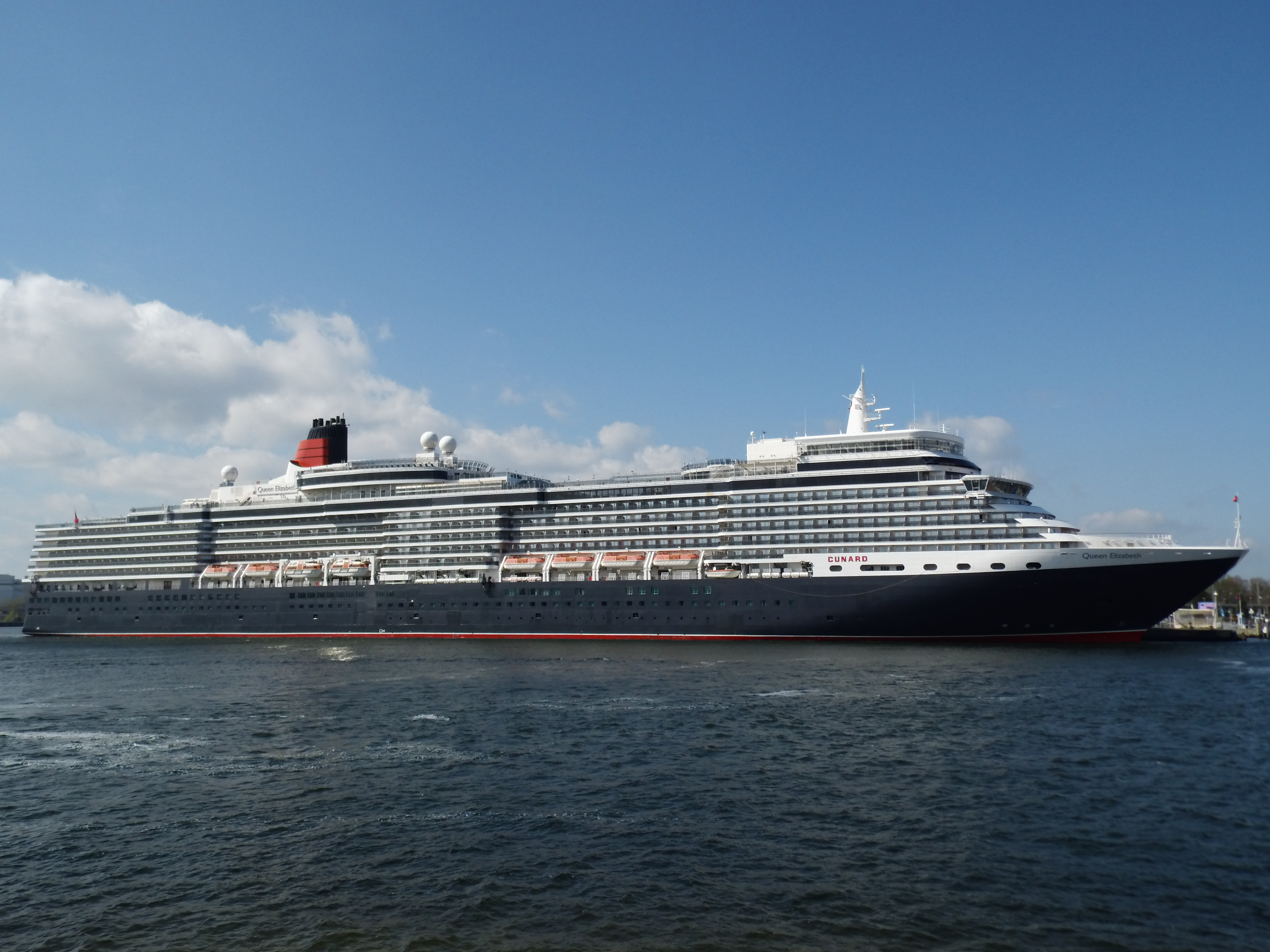
Queen Elizabeth in Warnemünde 6. Mai 2013